# Кресент (озеро, Орегон)
Кресент (англ. Crescent Lake) — озеро на восточном склоне Каскадных гор в штате Орегон. Площадь водного зеркала — 18,4 км² (7,1 кв. миля). Объём — 0,7 млн м³ (567 акр-футов). Средняя глубина — 37,8 м (124 фута), максимальная достигает 80,8 м (265 футов)
Название Кресент дали озеру Байрон Дж. Пенгра и Уильямом Холман Оделл, открывшие его в 1865 году. Рядом с озером проходят пешие маршруты, имеются кемпинги. В озеро впадает река Саммит-Крик, а вытекает Кресент-Крик. На северном берегу озера расположен посёлок Кресент-лейк. Более крупное поселение, Кресент-лейк Джанкшен, расположено в 4 км на северо-восток от озера.

## Фауна
В озере ведутся: радужная форель, нерка, горный валёк, ручьевая форель, большеголовый голец (исчезающий вид).